# Pérama (Ioánnina)
Pour les articles homonymes, voir Perama (homonymie).
Pérama, en grec moderne : Πέραμα, est un village et un ancien dème du district régional d'Ioánnina, en Épire, Grèce. En 2010, il est fusionné au sein du dème d'Ioánnina.
Selon le recensement de 2011, la population du dème compte 4 749 habitants tandis que celle du village s'élève à 1 841 habitants.